# Katie Fforde - Campeggio a tradimento
Katie Fforde - Campeggio a tradimento (Katie Fforde: Familie auf Bewährung ) è un film per la televisione del 2018 diretto da Frauke Thielecke.

## Distribuzione
Il film è stato distribuito nel 2018.